# Ceromya bellina
Ceromya bellina là một loài ruồi trong họ Tachinidae.